# مهدی زمانی
مهدی زمانی (زاده ۲۹ آذر ۱۳۶۸ در شهر ری) ورزشکار دو و میدانی اهل ایران است. وی در دو ۴۰۰ متر رکورددار لیگ ایران می‌باشد.
از افتخارات وی می‌توان به کسب مدال نقره دو ۴۰۰ ×۴ متر تیمی بازی‌های آسیایی داخل سالن در دوحه قطر ۲۰۱۶ اشاره کرد.

## زندگی ورزشی
زمانی از سال ۱۳۷۶ وارد ورزش دو و میدانی شد و به مدت ۱۳ سال در تیم ملی حضور داشت. وی از سال ۱۳۸۶ به عضویت تیم ملی درآمد و از سال ۱۳۸۸ تا سال ۱۳۹۶ عضو تیم ملی جوانان و بزرگسالان بود. در سال ۱۳۹۷ در کنار ورزش مربی‌گری را نیز شروع کرده و قهرمانان و ورزشکاران زیادی را به این ورزش تربیت کرد. وی به عنوان دونده دو ۸۰۰ متر شروع به کار کرد. او در مسابقات قهرمانی دو و میدانی سال ۲۰۱۰ در آسیا که در تهران برگزار شد، مقام ششم را به خود اختصاص داد و تیم را در اولین بازی بین‌المللی در ماده ۴۰۰ × ۴ متر به مدال طلا نائل آورد. وی در سال ۲۰۱۲ به عنوان متخصص اسپرینت مشغول به کار شد، او در مسابقه ۱۰۰ ×۴ متر که در کنار رضا قاسمی، علیرضا حبیبی و حسن تفتیان می‌دوید با کسب ۳۹٫۶۹ ثانیه به شکستن رکورد ایران نائل آمد. او در مسابقات دو و میدانی قهرمانی داخل سالن آسیا ۲۰۱۴ پس از بهترین رکوردزنی ۴۷٫۶۲ ثانیه‌ای برای کسب مقام قهرمانی در مسابقات ایران، مدال طلای انفرادی دو ۴۰۰ متر را کسب کرد. وی همچنین رکورددار دو ۴۰۰ متر باشگاهی کشور نیز با رکورد ۴۶ ثانیه می‌باشد. که این رکورد در ورزشگاه آفتاب انقلاب زده شده است.

## افتخارات
- کسب مدال نقره ۴۰۰ ×۴ متر تیمی قهرمانی بازی‌های داخل سالن آسیا در دوحه قطر ۲۰۱۶.[۴]
- کسب مدال برنز ۱۰۰ متر مسابقات بین‌المللی ترکیه ۲۰۱۶.[۹]
- کسب مدال برنز ۴۰۰ متر جام کازانف قزاقستان ۲۰۱۵.[۱۰]
- کسب مدال طلا ۴۰۰ متر انفرادی قهرمانی داخل سالن آسیا در هانگژو چین ۲۰۱۴.[۴]
- کسب مدال طلا ۲۰۰ متر مسابقات بین‌المللی جام کازانف قزاقستان ۲۰۱۴.[۱۱]
- کسب مدال طلا ۴۰۰ متر جام کازانف قزاقستان ۲۰۱۴.[۱۲]
- کسب مدال طلا ۴۰۰ ×۴ متر تیمی قهرمانی داخل سالن آسیا در تهران ۲۰۱۰.[۴]

## تورنمنت‌ها

### جام کازانف قزاقزستان
مهدی زمانی در سال ۱۳۹۳ در جام کازانف شرکت کرد و توانست در ماده ۲۰۰ متر و ۴۰۰ متر مدال طلا را بدست آورد. رکورد زمانی در ماده ۲۰۰ متر این مسابقه ۲۱٫۱۱ ثانیه بود. وی به دلیل کسب دو مدال طلا موفق‌ترین ورزشکار ایران در این مسابقات بود.
- حضور در مسابقات المپیک نظامیان جهان سیزم کره‌جنوبی ۲۰۱۵.[۱۴]
- حضور در مسابقات بازی‌های آسیایی اینچئون کره‌جنوبی سال ۲۰۱۴.[۱۵]

## لیگ‌ها

### لیگ کشور
- حضور در تیم‌های باشگاهی نفت تهران، دانشگاه آزاد، سایپا، عماد، ردکا پرتو، دنتیران از سال ۱۳۸۵ تا ۱۴۰۲.

### لیگ جهانی الماس
مهدی زمانی در سال ۲۰۱۵ در لیگ الماس که در شهر دوحه برگزار شد به عنوان تنها نماینده ایران در ماده ۴۰۰ متر شرکت کرد و توانست در مرحله مقدماتی با زمان ۴۶ ثانیه و ۴۸ صدم ثانیه از خط پایان عبور کند و به مقام ۴ ام برسد.